# Moedas de euro gregas
O Euro (EUR ou €) é a moeda comum para as nações que pertencem à União Europeia e que aderiram à zona Euro. As moedas de euro têm dois lados diferentes: um lado comum, europeu, mostrando o valor da moeda, e um lado nacional, mostrando um desenho escolhido pelo país membro da UE onde a moeda foi cunhada. Cada país membro tem um ou vários desenhos únicos a esse país.
Para visualizar as imagens do lado comum e para ter uma descrição detalhada das moedas, ver moedas de euro.

As moedas de euro gregas apresentam um desenho diferente em cada uma das 8 denominações. Foram todas desenhadas por Georgios Stamatopoulos sendo que moedas de menor valor representam navios gregos, as de valor intermediário gregos famosos, e as de maior valor exemplos da história e mitologia grega. Todos os desenhos têm as 12 estrelas da União Europeia e o ano de cunhagem. As moedas gregas são as únicas que usam um alfabeto diferente do latino. O cêntimo de euro chama-se lepton en Grego, ao contrário de outras linguagens que adaptaram a palavra "cent".
| € 0,01                                                              | € 0,02                                           | € 0,05                                                    |
| ------------------------------------------------------------------- | ------------------------------------------------ | --------------------------------------------------------- |
|                                                                     |                                                  |                                                           |
| Uma trirreme ateniense, do séc. 5 a.c.                              | Uma corveta (ou dromon) do início do século XIX  | Um petroleiro moderno, símbolo da indústria grega.        |
| € 0,10                                                              | € 0,20                                           | € 0,50                                                    |
|                                                                     |                                                  |                                                           |
| Rigas Velestinlis-Fereos 1757-1798, poeta grego                     | Ioannis Kapodistrias 1776- 1831, estadista grego | Eleftherios Venizelos 1864- 1936, político grego          |
| € 1,00                                                              | € 2,00                                           | € 2 (rebordo)                                             |
|                                                                     |                                                  | as palavras República Helénica na língua e alfabeto grego |
| Imagem de um dracma ateniense do séc. 5 a.c. (uma moeda numa moeda) | O rapto de Europa por Zeus, sob a forma de touro |                                                           |